# Navas de Oro
Navas de Oro es un municipio y localidad española en el noroeste de la provincia de Segovia, comunidad autónoma de Castilla y León. Se sitúa a 46 km de la capital provincial, en la comarca de la Tierra de Pinares, en la zona de ribera del valle formado por los ríos Pirón y Eresma.

## Símbolos
El escudo heráldico que representa al municipio se blasona de la siguiente manera:

«Escudo partido y medio cortado. Primero, de gules con una torre de iglesia de oro. Segundo, de plata con un pino arrancado, de su color. Tercero, de azur con una banda de oro. Timbrado de la Corona Real Espaiiola.»
Boletín Oficial de Castilla y León n.º 43/1997 de 19 de febrero de 1997

La descripción textual de la bandera es la siguiente:

«Bandera cuadrada de proporciôn 1:1, de color amarilIa, con el escudo municipal en el centro, en sus colores y cantonado de cuatro cruces de Santiago, rojas.»
Boletín Oficial de Castilla y León n.º 43/1997 de 19 de febrero de 1997

## Geografía
| Noroeste: Coca | Norte: Samboal           | Nordeste: Mudrián                    |
| Oeste: Coca    |                          | Este: Bernardos y Carbonero el Mayor |
| Suroeste: Coca | Sur: Nava de la Asunción | Sureste: Bernardos y Migueláñez      |

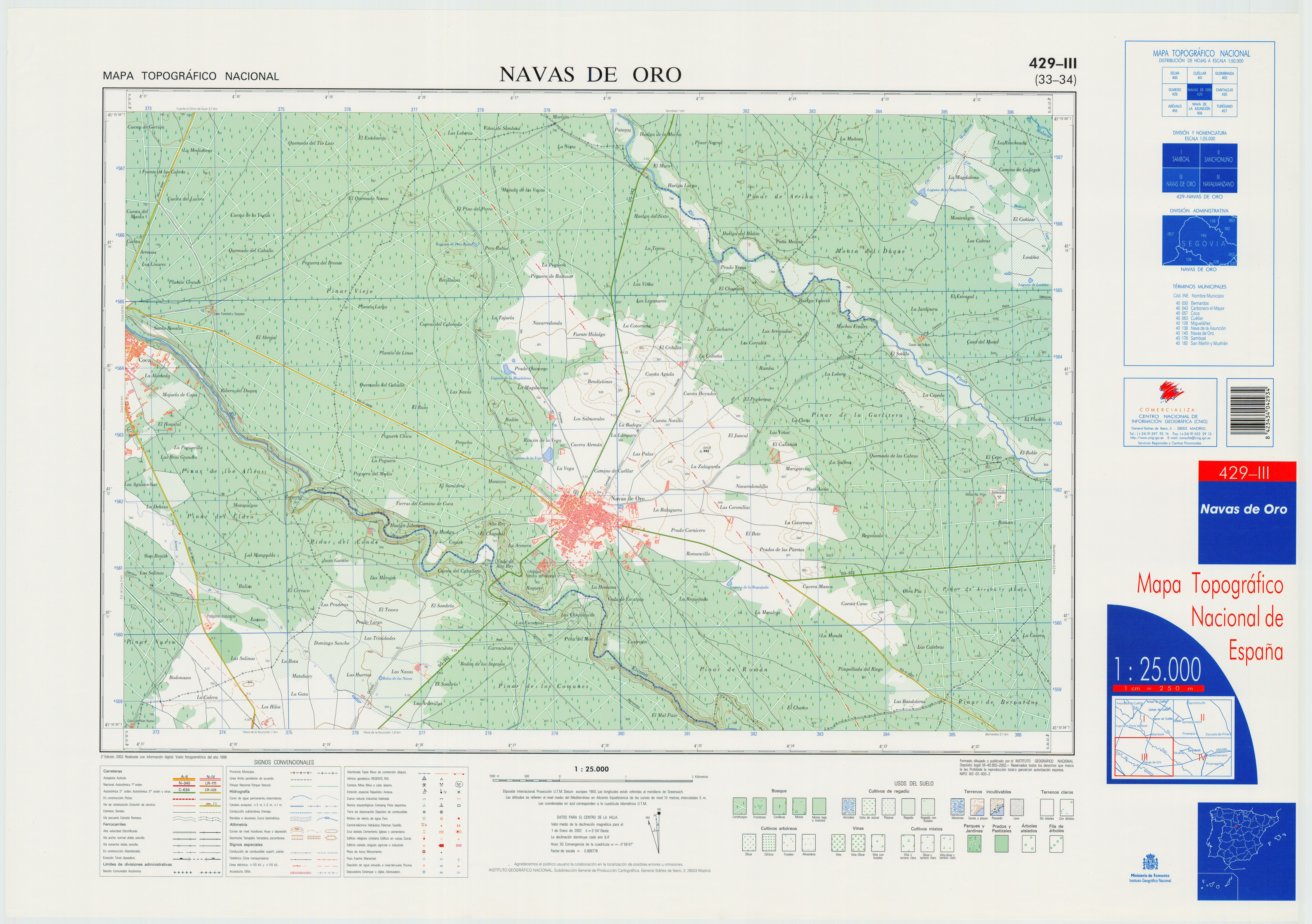
Fragmento de la hoja 429 del Mapa Topográfico Nacional de España de 2002 en el que se representa Navas de Oro

La extensión de su término municipal es de 62,27 km², y está limitado al norte por el río Pirón y al sur por el Eresma. Limita al norte con Samboal y San Martín y Mudrián, al sur con Nava de la Asunción, al oeste con Coca y al este con Migueláñez, Bernardos y Carbonero el Mayor. Su relieve es en general llano, aunque las zonas de pinar conservan pequeñas cuestas, así como escarpaduras y cárcavos junto al río Eresma, siendo la zona más baja el fondo del valle del Eresma 760 m s. n. m. y la más alta una serie de pequeños tesos alineados al norte del casco urbano, los cuales oscilan entre los 825 m de El Púlpito y los 849 m de La Zalagarda. Su clima es continental con inviernos crudos, veranos muy cálidos y otoños lluviosos con primaveras suaves.
El casco urbano está situado con respecto a su alrededor en un bajo, aunque su caserío se asoma en su lado sur al valle del Eresma, y no lejos de él se extiende un bosque de Pinus Pináster, con ejemplares de Pinus Pinea. De las 6173 ha del término municipal 3931 de ellas están consideradas como superficie forestal; el bosque de pino ocupa el 64,3 % del municipio. El suelo está formado por arenas silíceas del Cuaternario, en una profundidad media de 3–5 m, siendo su principal mineral el feldespato y en menor medida, el cuarzo, no hallándose más rocas que areniscas muy frágiles en las laderas del río. 
En cuanto a la fauna, se pueden encontrar en el municipio mamíferos como corzos, conejos o zorros; aves como la perdiz, el cuervo, diversas especies de águilas, buitres, gallinatos y grullas o avutardas. Entre la flora del municipio destacan especies como el pino, sabinas albares, retama, chopo, cantueso o tomillo. En función de la época del año se pueden encontrar hongos como níscalo, seta de chopo o de cardo, parasol o amanitas.

### Demografía
Cuenta con una población de 1274 habitantes (INE 2024).
| Gráfica de evolución demográfica de Navas de Oro entre 1842 y 2021                                                  |
| |
| Población de derecho según los censos de población del INE Población de hecho según los censos de población del INE |

### Clima
Navas de Oro presenta un clima mediterráneo continentalizado, característico del interior peninsular. Los inviernos son fríos y largos, con frecuentes heladas, mientras que los veranos son secos, calurosos y de corta duración. A lo largo del año, la temperatura suele oscilar entre los 0 °C y los 30 °C, aunque en las olas de frío o calor puede superar estos límites, bajando ocasionalmente de los -4 °C en invierno y superando los 34 °C en verano.
El periodo de cultivo suele extenderse entre mediados de abril y principios de noviembre, lo que proporciona alrededor de 7 meses de actividad agrícola, aunque puede variar ligeramente según el año.

### Hidrografía
El término municipal de Navas de Oro está delimitado al norte por el río Pirón y al sur por el río Eresma, que marca la separación con Nava de la Asunción. El valle del Eresma, conocido localmente como "Escarpías", ofrece paisajes de gran belleza y pasa cerca del casco urbano. 
Además, la combinación de una red de caceras de desagüe y la escasa profundidad del nivel freático favorece la formación de lagunas naturales en las zonas bajas, denominadas "navas", que dan nombre a la localidad. Entre estas lagunas destacan la del Rincón de la Vega, Pero Rubio, La Magdalena y Pellejos, consideradas humedales protegidos por la administración autonómica.

## Historia
Hay constancia de un castro de la Edad de Bronce en el término municipal, Peña del Moro situado a 1,5Km al sur de la localidad. 41°10′40″N 4°26′07″O / 41.17778, -4.43528
El origen del nombre es desconocido: el historiador local Lorenzo García Echevarría propone la palabra celta «nava» como «lugar bajo y húmedo» y «oro» como una deformación fonética del nombre visigodo «Ataulfo», quizás propietario de esas tierras o posible noble fundador. Esta tesis es reforzada por la existencia de un pago no lejos de la población llamado «Navas de Rodrigo».
Al igual que la mayor parte de municipios de la Comunidad de Villa y Tierra de Cuéllar, Navas de Oro fue fundado a principios del siglo XII, dentro de los territorios repoblados por gentes del norte de la península ibérica tras la batalla de Simancas (939) y la conquista de Toledo en 1085, en la que el rey Alfonso VI libera el sur del Duero hasta el río Tajo de la influencia de los árabes. Es en esta época cuando se repueblan las viejas villas —Coca, Cuéllar, Arévalo, Segovia, Sepúlveda— y se incentiva a habitantes del norte como navarros, aragoneses, vascos o gallegos a que «colonicen» las zonas de influencia de dichas villas, creando aldeas, cultivando las tierras y fijando población en lo que hasta ese momento era un desierto demográfico, ocupando así el territorio conquistado. Así es como surge la institución de la Comunidad de Villa y Tierra, frecuente en el territorio entre el Duero y el Tajo, que otorga poder jurisdiccional a las villas sobre un determinado territorio y sus aldeas, regidas por ordenanzas propias, con señorío noble o real, según los casos.
La primera constancia escrita en la que aparece el nombre de la aldea —Navas Dolfo— data de 1210. Es un documento en el cual, debido a disputas territoriales entre las villas de Cuéllar y Aguilafuente, el rey Alfonso VIII delimitó los términos pasando por encima del caserío de Navas de Oro.
Varias aldeas se fundan en este momento en los alrededores de Navas de Oro; en lo que abarca su actual término no se encuentra ninguna, pero sí que diremos que inmediato al límite con Mudrián existió una, llamada Garcisancho, que no conoció el siglo XIV; Losáñez, más cerca de Mudrián, que se despobló en el siglo XV, y que a escasos 3 km, pero ya en término de Nava, hubo otra, llamada La Trinidad, que se despobló hacia el siglo XVI. No hay una constancia documental de poblado, pero sí de la existencia de una ermita, ya que a lo largo del siglo XX aparecieron restos de construcción y humanos en el lugar conocido como La Magdalena. Debido a la rareza de construir una ermita en despoblado y tan lejos de la parroquia matriz, es probable que ese templo fuese la iglesia de un pequeño poblado, que al desaparecer quedara en ermita. Es un caso semejante en pueblos del entorno, aunque a día de hoy no existe apoyo documental que lo certifique, si no es por las dudas que algunos estudiosos albergan al intentar dar localización a dos poblados medievales en la Comunidad de Coca —Las Heras y Los Pradejones— que fueron diminutos y desparecieron casi nada más fundarse. El hecho es que los hallazgos arqueológicos aseguran la existencia de un poblamiento tardorromano, posiblemente una villa.
Más disputas entre la villa de Coca y la de Cuéllar darán lugar poco después, el 29 de noviembre de 1258, a la circunstancia que ha influido de manera más decisiva en el devenir histórico de Navas de Oro hasta el siglo XIX: la división en dos barrios de la aldea, hecha por mandato del rey Alfonso X El Sabio. La actual calle de la Raya fue la divisoria entre la jurisdicción de Cuéllar y la de Coca, suponiendo este hecho que un solo núcleo de población se dividió en dos barrios con dos concejos, dos justicias y dos parroquias separadas por una minúscula calle, con normas y ordenanzas distintas, cuestión que planteó numerosos conflictos a los vecinos. También gozó de privilegios, como exenciones de tributos o cierta pujanza económica al ser lugar de entrada y salida de productos. Una primera concordia entre las dos parroquias en 1720 prefiguró la unión en la práctica de los dos barrios, hecho que no se produjo hasta 1842, año en el que un Oficio del Regente Espartero, ejecutado por la Diputación Provincial, ordenó la unificación de los dos barrios en uno sólo, con justicia propia y un solo ayuntamiento con el nombre de Navas de Oro, así como la supresión de una de las dos parroquias.
La población, salvo épocas en que las pestes o las malas cosechas la diezmaban, se mantuvo en un buen número en relación con los pueblos vecinos. Nótese por ejemplo en un censo de 1591 que Navas de Oro de Coca contaba con unos 384 habitantes por unos 715 de Nava, los 540 de Fuente de Coca o los 250 de Villeguillo, mientras que al otro lado de la calle de la Raya, en el barrio de Cuéllar se contaban 292 almas, casi el doble que Mudrián y cien menos que Navalmanzano, cabeza de Sexmo. La unión de los dos barrios totalizaban unos 680 habitantes, cifra nada despreciable en el entorno para esa época. En el censo de Floridablanca de 1786, los dos barrios aunaban 887 habitantes —Coca 336 y Cuéllar 521— y acabando el siglo XIX y ya unificado, constaba la cifra de 1126 habitantes en 1897.

## Economía

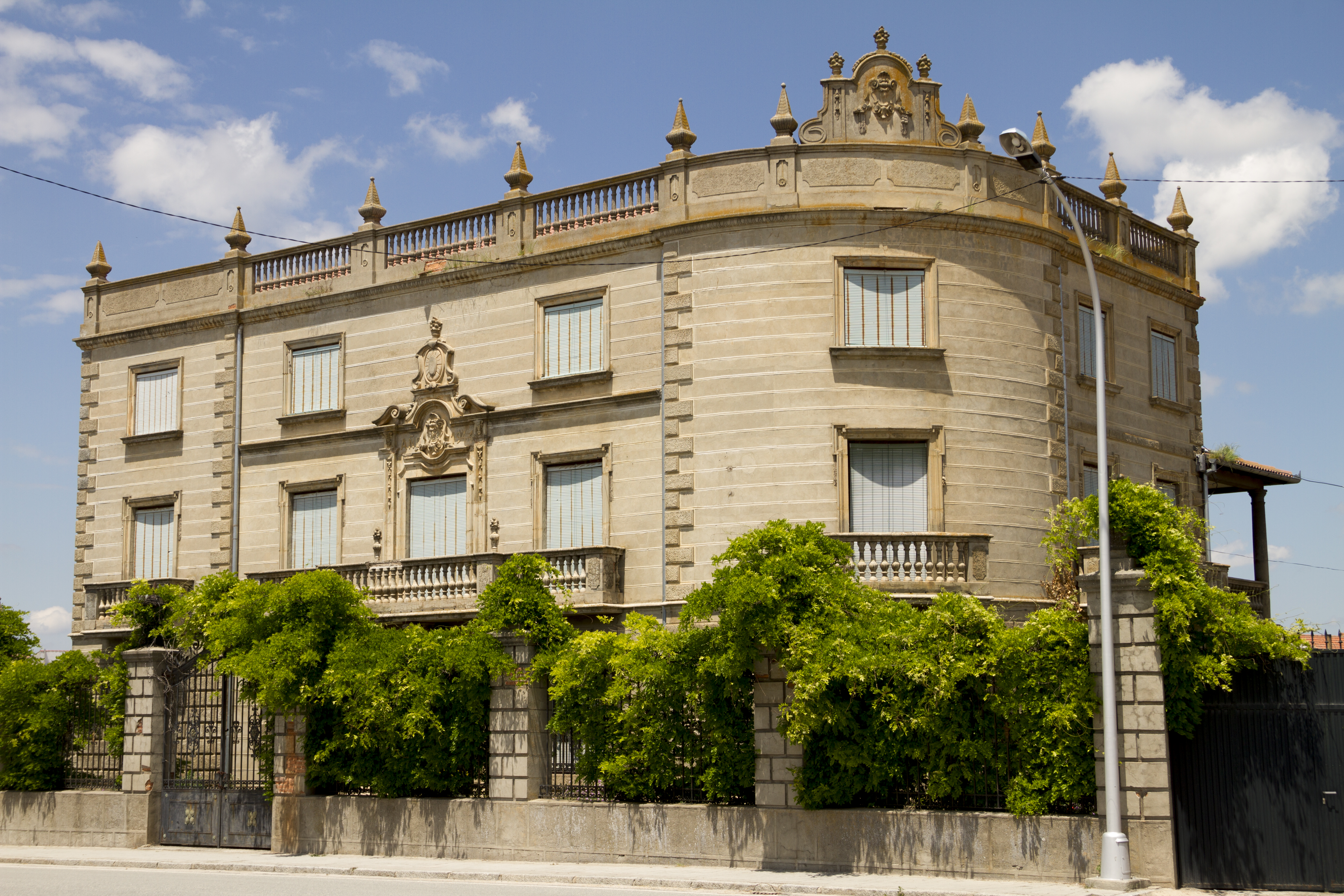
Casa de un propietario de una industria de resina

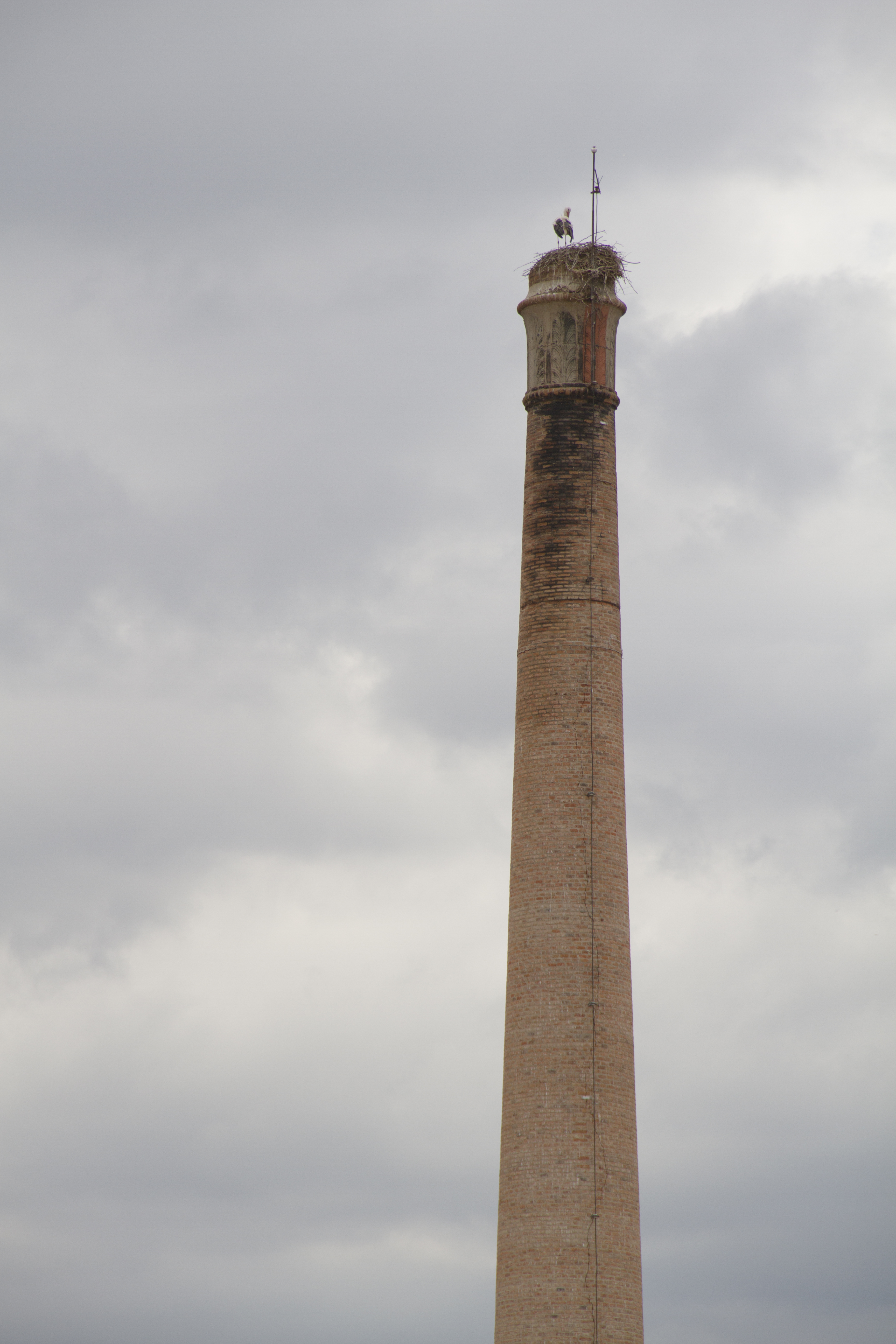
Chimenea industrial para resina

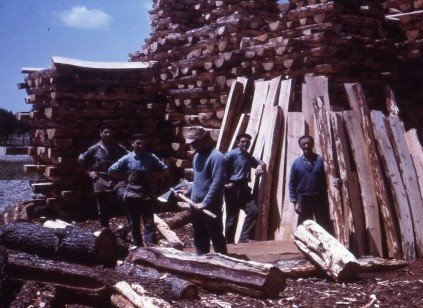
Serrería de la Familia Bartolomé

La economía del municipio se ha basado tradicionalmente en los usos de la gran extensión forestal de pino negral y pino albar o piñonero que lo circunda, aprovechándose para resina, pez y madera. De hecho, la economía del pueblo desde sus inicios se ha basado principalmente en el aprovechamiento del monte. La pez ha sido el producto que más se ha fabricado y exportado; se obtenía en unos hornos de adobe llamados pegueras, a base de quemar los restos de resina de los pies de los pinos, junto a otras impurezas. Este producto, excelente impermeabilizante de botas o barricas, ha dado nombre a los vecinos de Navas de Oro, siendo popularmente conocidos como "pegueros" y habiendo adoptado también dicho gentilicio. La agricultura de subsistencia, irregular por los cambios de tiempo y el terreno de no muy buena calidad, producía trigo, algarrobas, cebada, centeno y garbanzos. También era frecuente el cultivo de vid, hoy ya prácticamente desaparecida. En cuanto a la ganadería, se criaban ovejas, cerdos, gallinas, vacas y conejos, además de encontrarnos con oficios artesanales como zapateros, sastres, peujareros, telares, y en menor medida, arrieros. En la actualidad la economía se sustenta fundamentalmente en el sector servicios —comercio, transporte—, ganadería de porcino y agricultura —cebada, girasol, trigo— y diversos oficios, aunque la mayor parte de la población activa está empleada en diversas fábricas enclavadas en la comarca. El libro de 1971 Cambio social en un pueblo de España escrito por el antropólogo estadounidense Joseph Aceves, es un estudio de los cambios y la vida del pueblo entre 1966 y 1970. El autor es hijo de Pablo Aceves Prados, natural de este pueblo, que emigró a los Estados Unidos y tiene estrechas relaciones con el pueblo. Además, durante esos años realizó un gran trabajo en la toma de imágenes de la época, como calles, fábricas y familias.
Durante el siglo XX, Navas de Oro destacó por su actividad industrial vinculada principalmente a la resina, la madera y sus derivados. Algunas de las empresas más representativas fueron:

### Industria de Basilio Mesa García
La familia Mesa desempeñó un papel clave en la industrialización resinera de la localidad. En 1888, Bruno Mesa Ajo fundó una fábrica para la obtención de derivados de la resina, iniciando un proceso de modernización que continuaron sus hijos, Basilio y Mariano Mesa García. La fábrica, conocida como Santa Emiliana, superó varios incendios y fue ampliada e innovada tecnológicamente, incorporando maquinaria como el alambique fijo y la serpentina de cobre.
Durante la Primera Guerra Mundial, la alta demanda de productos resinosos permitió a la empresa crecer de forma notable, llegando a exportar a países como Inglaterra, Alemania, Italia y Bélgica. En 1920 contaba con 250 trabajadores y en 1940 la plantilla superaba los 500 empleados, con una producción anual de 18.000 barricas de colofonia y 1.500.000 kg de aguarrás.
Aunque la actividad cesó más tarde, aún permanece en pie una de sus emblemáticas chimeneas, hoy junto a un parque, como testimonio de la pujanza industrial de la época.

### Familia Bartolomé
Con una tradición maderera iniciada por Santiago Bartolomé Martín en la década de 1940, dedicándose a la carpintería y la serrería mecánica, esta saga empresarial llega hasta la actualidad, con la tercera generación. Sus descendientes han continuado el oficio con las empresas Hermanos Bartolomé Rubio C.B. y Maembar S.L., siendo un referente en el trabajo de la madera en la comarca.

### Industria de la familia Crespo
Otra empresa destacada en el ámbito resinero fue la industria de los familia de Pedro Crespo, que contribuyó significativamente al desarrollo económico local mediante la explotación y transformación de productos forestales.

## Administración y política
Desde siempre, Navas de Oro, en sus dos barrios, ha pertenecido jurisdiccionalmente a Coca y a Cuéllar. Pese a esta pertenencia, siempre tuvo concejos y alcaldes propios, que solían ser designados entre los mayores propietarios y en número de dos, junto al fiel de hechos —una suerte de secretario— y el procurador del síndico, algo similar a un representante del pueblo. Pese a contar con amplia autonomía en cuanto a la gestión de la hacienda propia, como el arriendo de pinares, pegueras y demás, había unas leyes propias de cada una de las comunidades, llamadas ordenanzas, que cada barrio debía cumplir. Estas ordenanzas, promulgadas por la justicia y el señor de la respectiva villa, organizaban lo referente a organización del concejo, cultivos, pinares, montes, ganados o comercio. Las de Coca datan de 1583 y las de Cuéllar de 1546.
Navas de Oro protagoniza un buen número de artículos debido a su especial situación limítrofe y a sus peculiares características.
La organización del concejo fue siempre la misma, hasta bien entrado el siglo XIX. En 1837 quedan suprimidas las Comunidades de Villa y Tierra y una Real Orden de 1842 unificaba los dos concejos en uno sólo, con una sola corporación elegida por sufragio censitario masculino directo, según era general en la época, entre los mayores propietarios de la población, siendo Ramón Arévalo el primer alcalde de Navas de Oro unificado. Desde ese momento, y hasta hoy cuarenta y ocho pegueros han ostentado la alcaldía de Navas de Oro.
| Periodo   | Nombre                                                           | Partido         |
| --------- | ---------------------------------------------------------------- | --------------- |
| 1979-1983 | José Antonio Sacristán Vera                                      | UCD             |
| 1983-1987 | Marcos Sanz Hernández (1983-1985)Manuel Sanz Barbado (1985-1987) | AP-PDP-UL       |
| 1987-1991 | Obdulio García Lozano                                            | PSOE            |
| 1991-1995 | José Villacorta Puras                                            | PP              |
| 1995-1999 | José Villacorta Puras                                            | PP              |
| 1999-2003 | José Villacorta Puras                                            | PP              |
| 2003-2007 | José Villacorta Puras                                            | PP              |
| 2007-2011 | Ladislao González García                                         | IUCyL           |
| 2011-2015 | María del Carmen Pinela López                                    | PP              |
| 2015-2019 | Ladislao González García                                         | IUCyL           |
| 2019-2023 | Victorino Rubio Escolar                                          | PSOE            |
| 2023-act. | Raúl Vela López                                                  | AE Pueblo Unido |

## Cultura

### Patrimonio

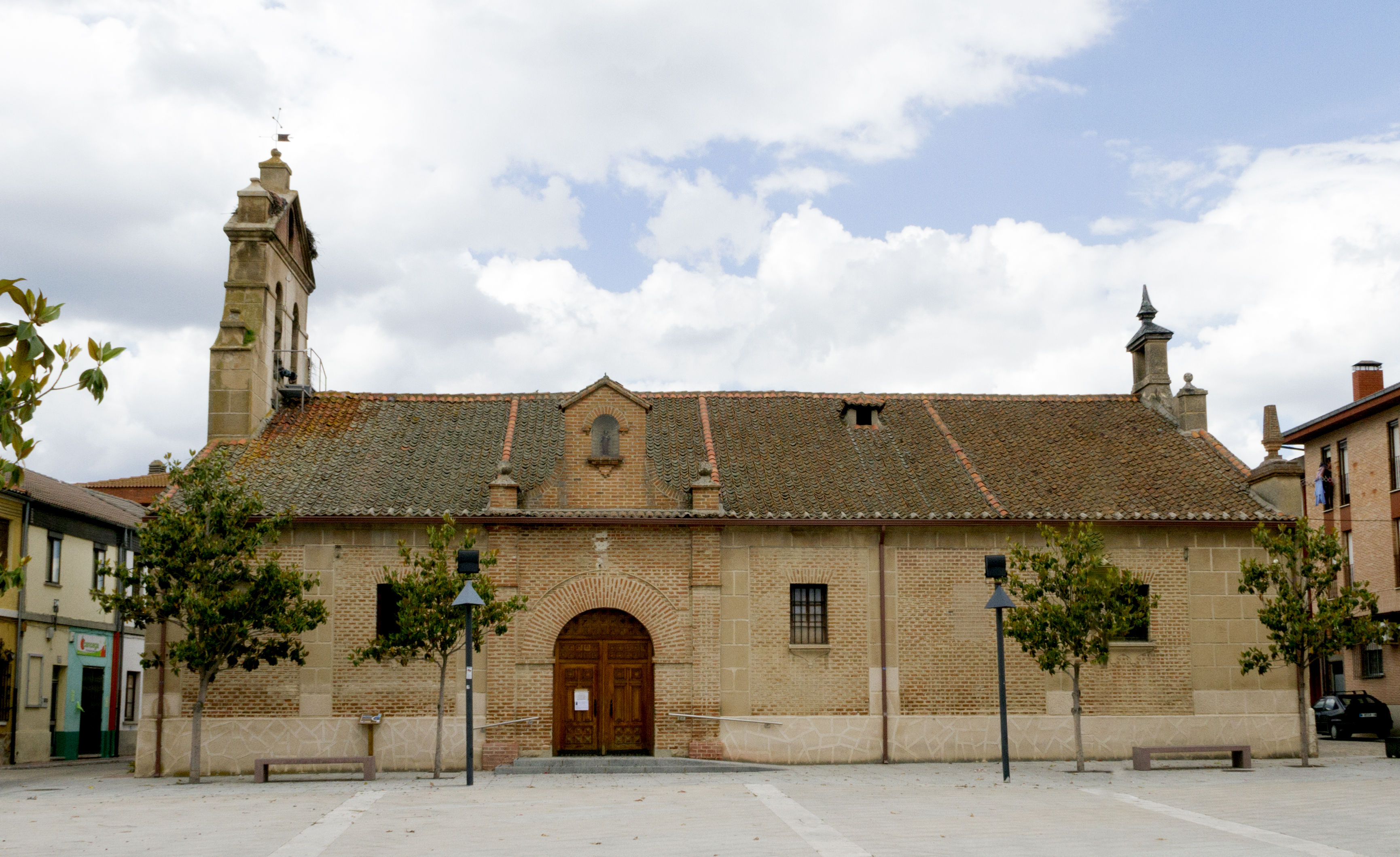
Iglesia de Santiago Apóstol

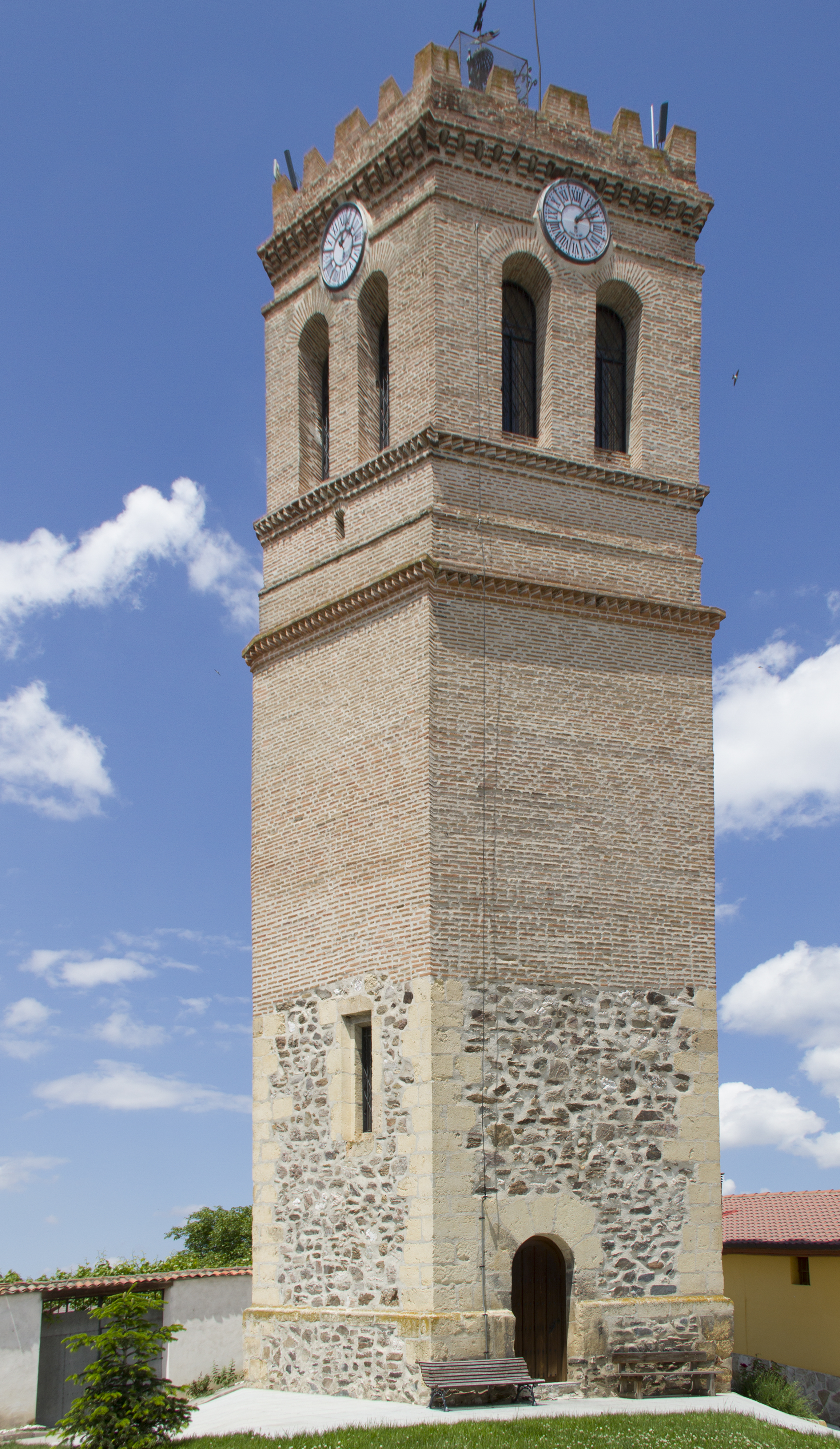
Torre del reloj

La antigua iglesia de Santa María se emplazaba en el barrio de Cuéllar. En principio pudo ser románica de ladrillo (S XIII) y de una sola nave, fue reformada en el XVI. Sus retablos laterales se trajeron del vecino pueblo de Bernardos en 1709, y los diversos inventarios descriptivos de la misma que se conservan en el archivo parroquial dan una buena idea de cómo podía ser su interior. Las obras que se realizaron hacia 1550 y otras en 1649 hacen pensar en un templo renacentista. De ella sólo queda la torre, con un primer cuerpo románico (base) de mampostería con esquinas definidas con sillares calizos cuadrados y cuya puerta está enmarcada por un arco de medio punto; y otros dos cuerpos levantados entre 1553 y 1577 (cuerpo medio y de campanas), en ladrillo, separados entre ellos por impostas con dientes de sierra en un caso e hiladas de ladrillo corridas a tizón en otro. Posee en su interior, adosadas a la pared, las nervaduras de los arcos apuntados de una bóveda en estilo gótico y cuatro ménsulas con cabezas de ángel en piedra muy bien labrada. El campanario alberga en su interior un reloj de cuerda de 1896 de cuatro esferas y cuenta con dos arcos de medio punto en tres de sus caras y uno mayor en la restante, producto este último de la reforma al instalar la maquinaria del reloj en el interior de la torre. Cierra con una bóveda plana octogonal sobre trompas, sirviendo de esta manera de apoyo a un desaparecido chapitel de pizarra, posiblemente destruido tras la caída de un rayo en el siglo XVII. Actualmente la torre remata al exterior en almenas de ladrillo sobre una hilera de modillones, y sobre su terraza se alza, coronándola, un artístico campanario de forja con una campana mediana.
La iglesia de Santiago se remonta probablemente al surgimiento del pueblo (tal vez del siglo XII, ya que la primera vez que se la menciona en un documento histórico es en 1210) y fue transformada completamente en el siglo XVIII (1779) con el gusto barroco de la época. Construida en ladrillo, adobe y piedra en algunas zonas, es un espacio de pequeñas proporciones y de tres naves, más alta la mayor que las laterales, separadas por dos arcos de medio punto muy anchos y con pilares cuadrados y bastante bajos, cubiertas con bóvedas de arista en el cuerpo de la iglesia, de cañón con lunetos a los pies y de cañón en la cabecera, todas ellas de ladrillo. El campanario se levanta en el hastial de poniente, a los pies de la iglesia y está formado por una espadaña de dos cuerpos no muy alta; el primer cuerpo tiene dos vanos, y el remate, en forma de frontón triangular, posee un pequeño vano, los tres con arcos de medio punto y los tres ocupados con campanas. El tejado vierte a dos aguas, y está cubierto con teja árabe canal, modo tradicional en la provincia de Segovia. La iglesia está recorrida por molduras de yeso en forma de capiteles y arcos formeros. El presbiterio es de planta cuadrangular imperfecta y cierra con pared plana. El descubrimiento de restos de pinturas murales del siglo XIV tras el retablo mayor descarta la existencia de ábside. El componente más antiguo que alberga el templo es la pila bautismal románica, decorada con gallones y puntas de diamante. Posee en su retablo mayor, churrigueresco del primer tercio del siglo XVIII, unas pinturas en el banco de San Pedro y San Pablo, un interesante tabla del Calvario en el ático y la talla de Santiago en el centro, encima de la custodia, junto a la de San Blas y a un San Ramón Nonato de delicada factura, en madera policromada. Esta iglesia conserva varios retablos barrocos, interesantes imágenes como la de San José Carpintero o la de San Antonio de Padua, de 1782, de madera policromada, una colección de ropa litúrgica y un conjunto de orfebrería, entre la que destaca una cruz parroquial gótica del siglo XV, varios cálices de plata, así como una notable cajonería barroca. Alberga también los archivos eclesiásticos de la desaparecida iglesia de Santa María y algunos cuadros de interés como una «Magdalena Penitente» barroca.
Las circunstancias históricas y el devenir de los siglos hicieron que la localidad tuviera que unificarse en 1842. Esto supuso la supresión de la iglesia de Santa María y su posterior caída en la ruina, hasta el punto de perderse la planta de la misma y salvándose sólo su campanario. Quedó como parroquia Santiago y un Ayuntamiento en el barrio de Coca. El patrimonio sacro de Santa María desapareció sin rastro, salvo la pila bautismal, que hoy se encuentra en la parroquia de Nava de la Asunción, la campana del reloj, algunas imágenes —San Blas, la Virgen del Rosario y el Cristo de la Guía—, el conjunto del archivo y ajuar litúrgico  El retablo mayor de Santa María, que según el último inventario de la iglesia de Santa María, fechado en 1830, era «de pincel» —formado por pinturas sobre tabla u óleo— pudo ser lo más destacado del templo. A día de hoy se desconoce su paradero.
La ermita del Santo Cristo del Humilladero, muestra de la arquitectura tradicional de la zona, fue desde sus inicios capilla del camposanto, siendo nombrada como tal ya en el siglo XVII. La planta actual, que data de 1916, es rectangular y está construida en ladrillo, rematando con una pequeña espadaña con campanillo a los pies. Carece de interés artístico salvo por la apariencia exterior —aparejo pinariego, cajas de ladrillo mudéjar plano que enmarcan paños de adobe encalados— y por la sencilla talla barroca del Cristo Crucificado.
Navas de Oro tuvo hasta finales del siglo XVIII otras dos ermitas, dedicadas a San Miguel y a Santa María Magdalena, de las cuales no quedan restos.
Otros lugares:
- Las imponentes chimeneas, que se alzan en ladrillo con una altura superior a los 40 m, resto del pasado de una esplendorosa industria fabril resinera, levantadas por encargo de la familia Mesa, propietarios de una de las fábricas de resina, y ejecutadas en 1943 por el maestro valenciano Abelardo Martínez.
- Espacios naturales como los frondosos pinares que rodean el pueblo, las Lagunas, que albergan flora y fauna interesante así como el valle del Eresma a su paso por el término.

### Fiestas
Las principales fiestas de Navas de Oro se celebran en honor a San Antonio de Padua, patrón del municipio, en fechas próximas al 13 de junio. Entre los actos destacan las novilladas, encierros, eventos populares y, especialmente, la procesión de San Antonio, de gran tradición y fervor. Durante esta procesión, celebrada el día 13, los vecinos bailan la jota castellana por las calles del pueblo durante horas, llegando en los últimos años a rondar las siete horas ininterrumpidas de danza. Es una jornada muy señalada, a la que acuden tanto residentes como personas originarias del pueblo que viven fuera.
Otras festividades relevantes incluyen la deSan Cristóbal, el 10 de julio, patrono de los conductores, cuya festividad se conmemora con una bendición de vehículos. También se celebra Santiago Apóstol, patrón histórico del municipio, el día 25 de julio. y la del Santo Cristo del Humilladero, que se celebra en el mes de septiembre.
En febrero, Navas de Oro conmemora Santa Águeda, una fiesta tradicionalmente organizada por las mujeres del pueblo. Además, se mantienen vivas varias costumbres populares como los carnavales, la Merienda del Lunes de Pascua y la celebración de los quintos, que tienen lugar la noche de Nochevieja y el sábado de Carnaval.

### Deportes
El fútbol y el ciclismo son dos de las actividades deportivas con mayor tradición. Desde la década de 1960, el municipio ha contado con equipos de fútbol, destacando el C.D. Minerva y el Club Deportivo Navas de Oro, este último activo hasta su desaparición en 2005. Durante algunos años, la actividad continuó en categorías de fútbol sala de ámbito provincial. En la actualidad, el relevo lo ha tomado el C.D. Navas de Oro Luzco, fundado en 2018, que participa en competiciones provinciales y fomenta el fútbol base entre niños y jóvenes. Sus partidos se disputan en el campo municipal, que congrega a numerosos vecinos como público habitual.
El ciclismo también tiene presencia en la localidad gracias al Club Ciclista Navas de Oro, que organiza rutas, marchas cicloturistas y actividades relacionadas con el ciclismo de montaña y carretera, promoviendo la práctica deportiva en contacto con el entorno natural del municipio.

### Observatorio astronómico
A las afueras de la población está instalado el observatorio astronómico Las Pegueras, dirigido por el astrónomo Teófilo Arranz, que desde hace unos años colabora activamente con el Observatorio Norba Caesarina, de Cáceres y con la Universidad de Extremadura. Dotado de un telescopio catadióptrico de 355 mm de abertura está dedicado a la fotometría CCD, con especial atención al estudio de estrellas variables en cúmulos globulares como M13, M56 o M92, de los cuales ha publicado varios trabajos. En 2006 desde estas instalaciones se descubrieron dos nuevas variables en la zona de la estrella SW Lac, mientras que la campaña fotométrica del cúmulo M13 fue la más amplia obtenida de este objeto tanto en duración —unos seis meses— como en densidad de mediciones.